# Gewürztraminer
Gewürztraminer, traminer aromatico, korzenny traminer – szczep winorośli właściwej, mutant odmiany savagnin rose, popularny w chłodniejszych regionach winiarskich. Wyróżnia go szaraworóżowa skórka oraz charakterystyczna woń, która znajduje swoje odzwierciedlenie w nazwie zarówno niemieckiej, jak i włoskiej. Zapach wynika z wysokiej zawartości terpenów w skórce. Skórka nadaje winu, w porównaniu z białymi odmianami wyrazisty kolor, niekiedy z miedzianą obwódką. Winiarze chętnie pozostawiają grona na krzewie do lekkiego przejrzenia (auslese, vendanges tardives), co sprzyja większej koncentracji aromatów i nabraniu oleistości. Przy uprawie w gorącym klimacie typowe cechy odmiany ulegają zatraceniu. Tradycyjnie kojarzony z Alzacją.

## Historia

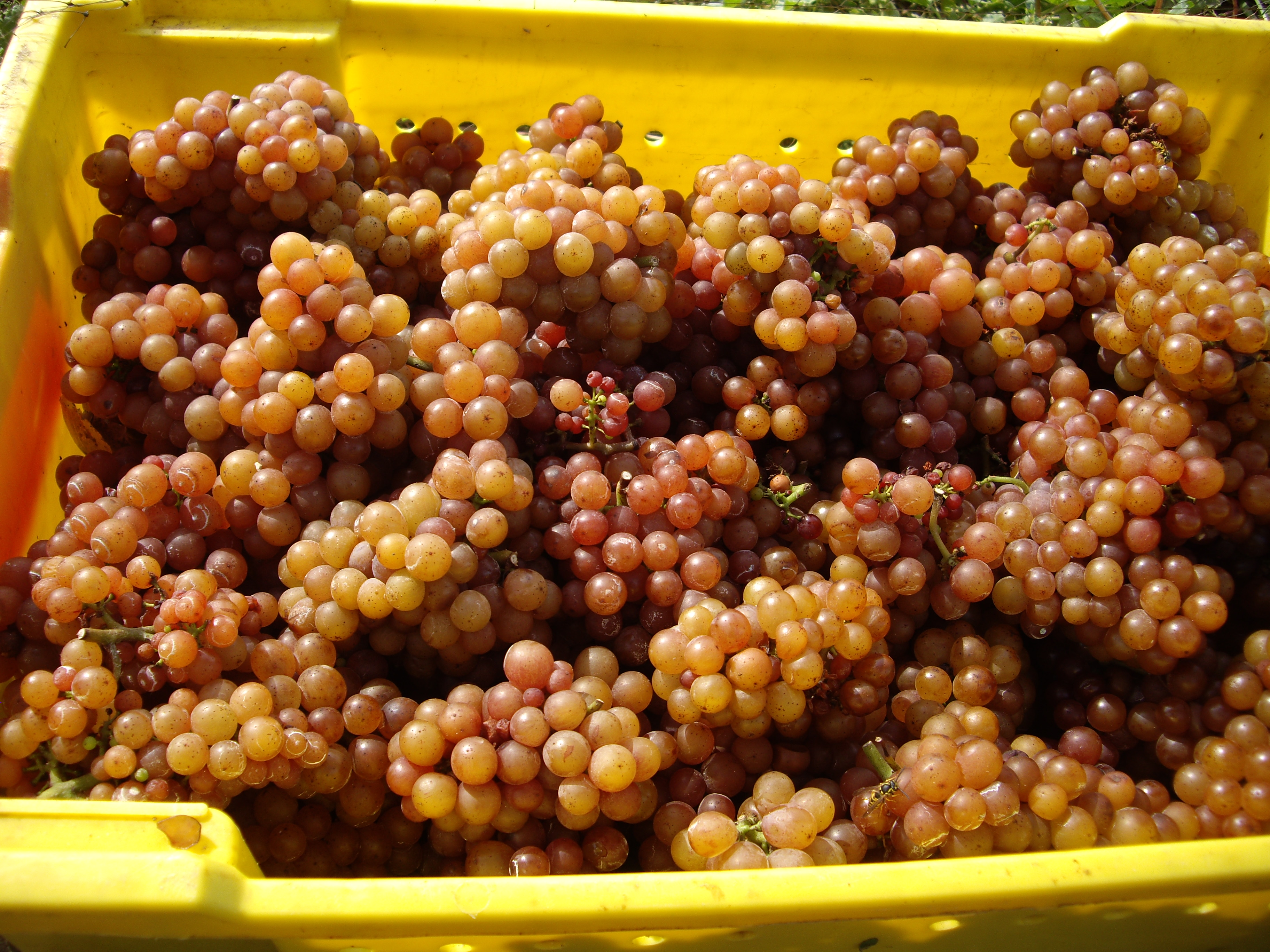
Grona gewürztraminer po zbiorze

Pochodzenie szczepu jest dyskusyjne, a wśród możliwych ojczyzn podaje się Włochy, Austrię i Niemcy. Najczęściej w źródłach podaje się pochodzenie nazwy od wsi Tramin w Tyrolu Południowym, gdzie szczep ten miał być obecny od XV wieku, choć ostatnio pochodzenie to bywa kwestionowane. Pierwsze pisane wzmianki o odmianie pod nazwą gewürztraminer pochodzą z roku 1827 i sugerowały zasięg szczepu ograniczony do Niemiec. Odmiana jest mutantem o nutach aromatycznych odmiany traminer rose.

## Charakterystyka
Odmiana daje stosunkowo niskie plony, ale wymaga pełnej dojrzałości do ujawnienia pełnej charakterystyki. Podatna na choroby wirusowe, choć udało się wyselekcjonować kilka odporniejszych klonów.

## Wina

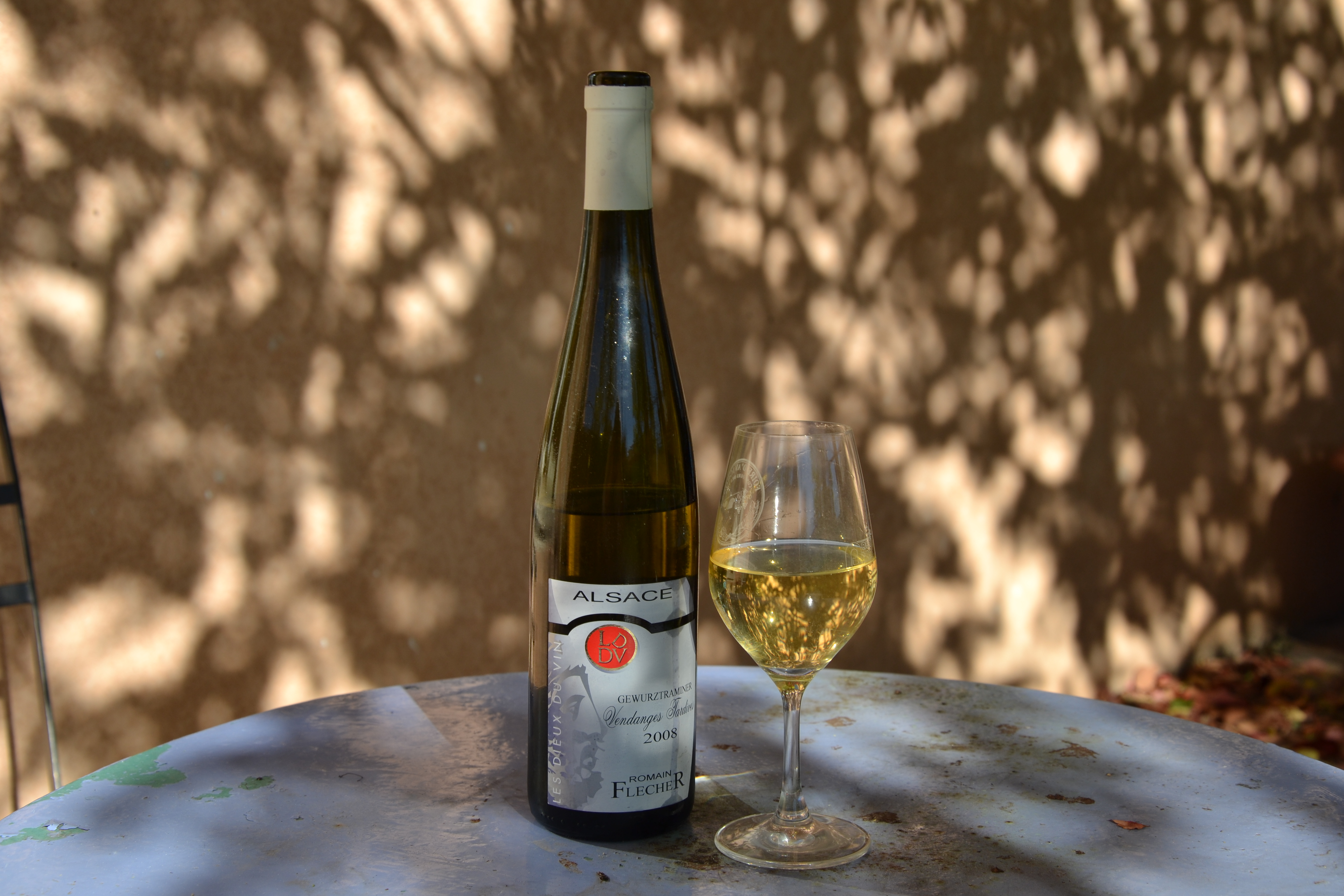
Gewürztraminer z Alzacji

Wina z gewürztraminera mogą osiągnąć w sprzyjających warunkach wysoki poziom alkoholu (14% i więcej). Winiarze unikają obniżającej poziom kwasów fermentacji jabłkowo-mlekowej, która w przypadku tego szczepu pogarsza jego charakterystykę. Wina z dobrze prowadzonych winnic w lepszych latach charakteryzują się pełnym aromatem, z nutami płatków róż, muszkatu, liczi i lekką oleistością, natomiast w gorszych albo przy przedwczesnym zbiorze są dość neutralne. Odmiana nadaje się do leżakowania pod warunkiem wystarczającego poziomu kwasowości.

## Rozpowszechnienie

### Europa
Odmiana jest uprawiana we wszystkich chłodniejszych regionach winiarskich w Europie. We Francji niemal całość spośród 3038 ha w 2009 przypada na Alzację, gdzie nazwa jest pozbawiona umlautu i zajmuje 19% winnic. W Niemczech uprawy traminera zajmowały w 2012 881 ha, przy czym statystyki nie uwzględniają podziału na poszczególne warianty traminerów. We Włoszech uprawy (560 ha w 2000) skupiają się w północnych, chłodniejszych regionach kraju, przede wszystkim w dolinie górnej Adygi (m.in. apelacje Alto Adige DOC i Trentino DOC). W zachodniej Europie gewürztraminera można napotkać jeszcze w Hiszpanii (Aragonia i Katalonia), austriackiej Styrii, przy czym winnice są stosunkowo niewielkie i w Luksemburgu.
Znaczące obszary upraw znajdują się w Europie Środkowej i Wschodniej: na Węgrzech, w Czechach (600 ha w 2009, głównie na Morawach), na Słowacji, w Rumunii (m.in. Siedmiogród) i w Słowenii.
Wśród polskich winnic winnice obsadzone gewürztraminerem założono w okolicach Kazimierza Dolnego, na Dolnym Śląsku oraz na ziemi lubuskiej.

### Ameryka Północna i Południowa
W Stanach Zjednoczonych odmiana jest uprawiana w chłodniejszych lokalizacjach w nadmorskich stanach, m.in. w Kalifornii, Waszyngtonie i w Oregonie. Wyróżniające się nasadzenia istnieją w Kolumbii Brytyjskiej.
Niewielkie, lecz wyróżniające się jakością winnice istnieją w Chile (182 ha w 2008), a także w Argentynie i w Brazylii.

### Australia i Nowa Zelandia
Gewürztraminer jest chętnie uprawiany w Australii, gdzie szczyt jego popularności przypadł na lata 60. i 70. XX wieku. Duże znaczenie ma jako odmiana do wzbogacania win z mniej wyrazistych odmian. Liczne pomyłki utrudniają podanie dokładnego obszaru upraw.
Klimat Nowej Zelandii sprzyja rozwinięciu wystarczającego poziomu kwasowości do zrównoważenia gamy aromatycznej. Powstają liczne wina na wzór alzackich gewurztraminerów vendanges tardives (z opóźnionego zbioru).

### Inne państwa
Wśród innych krajów, gdzie uprawia się gewürztraminera statystyki uwzględniają m.in. Republikę Południowej Afryki (122 ha w 2008), Japonię i Izrael.

## Zestawienia kulinarne
Pełny aromat pozwala gewürztraminerowi towarzyszyć m.in. pasztetom o wyrazistym smaku oraz awokado, daniom kuchni chińskiej lub z sosem winegret, strudlowi i ostrym w smaku serom.